# Joe Rogan
Joseph James "Joe" Rogan (Newark, 11 de agosto de 1967) es un cómico, exdeportista, comentarista de artes marciales y presentador de pódcast estadounidense. Fan de la comedia desde su juventud, Rogan comenzó una carrera como monologuista en agosto de 1988 en el área de Boston. Se mudó a Nueva York dos años después.
Tras mudarse a Los Ángeles en 1994, Rogan firmó un acuerdo con Disney, apareció como actor en las comedias de televisión Hardball y NewsRadio, y trabajó en clubes de comedia locales. En 1997 comenzó a trabajar para Ultimate Fighting Championship (UFC) como entrevistador y comentarista. Rogan lanzó su primer especial de comedia en 2000, y desde entonces ha producido otros siete especiales. Desde 2001 ha sido presentador de varios programas de televisión, incluidos Fear Factor, The Man Show y Joe Rogan Questions Everything.
En 2009, Rogan lanzó su podcast The Joe Rogan Experience, que desde entonces se ha convertido en uno de los pódcast más populares; en octubre de 2015 se descargó 16 millones de veces. Rogan es también un defensor de la legalización del cannabis, la caza y, en general, el bienestar físico y mental.

## Primeros años
Joseph James Rogan nació el 11 de agosto de 1967 en Newark, Nueva Jersey, ciudad a donde su abuelo se había mudado con su familia en la década de 1940. Su linaje es un cuarto irlandés y tres cuartos de ascendencia italiana. Su padre, Joseph, trabajó como oficial de policía en Newark. A los cinco años de edad, los padres de Rogan se divorciaron, y su padre no ha estado en contacto con él desde que tenía siete años. Rogan dijo de su padre: "Todo lo que recuerdo de mi padre son estos breves y violentos destellos de violencia doméstica [...] Pero no quiero quejarme de mi infancia. Nunca me pasó nada malo [...] No odio al tipo". A los siete años, Rogan y su familia se mudaron a San Francisco, California, seguido de otra mudanza cuando tenía 11 años a Gainesville, Florida. Se instalaron en Newton Upper Falls, Massachusetts, donde Rogan asistió a Newton South High School y se graduó en 1985.
Rogan jugó a béisbol en las ligas infantiles, pero desarrolló interés en las artes marciales en su adolescencia ya que "fue realmente lo primero que me dio la esperanza de no ser un perdedor. Así que realmente me sentí muy, muy atraído hacia ellas ". A los catorce años, empezó a aprender karate y a competir en taekwondo. A los diecinueve años, ganó un torneo del US Open Championship como peso ligero. Fue campeón estatal de full contact de Massachusetts durante cuatro años consecutivos y se convirtió en instructor de la disciplina. Rogan también practicó kickboxing amateur con un récord de 2-1. Rogan se retiró de la competición a los 21 años, ya que comenzó a sufrir frecuentes dolores de cabeza y temía lesiones graves. Asistió a la Universidad de Massachusetts Boston, pero lo encontró inútil y abandonó antes de graduarse.

## Carrera

### 1987-1999: comienzos como cómico
Rogan no tenía la intención de ser cómico profesional y al principio se planteó seguir una carrera en kickboxing. Él era un gran aficionado a la comedia en su juventud y sus padres lo llevaron a ver la película del cómico Richard Pryor Live on the Sunset Strip, que le afectó "de una manera increíblemente profunda. Nadie me había hecho reír de esa manera". Los amigos de Rogan del gimnasio y de la escuela de taekwondo le convencieron para que probara como monologuista, ya que les hacía bromas e imitaciones para hacerles reír. A los 21 años, después de seis meses preparando material y ensayando, realizó su primer monólogo el 27 de agosto de 1988 en una noche de micrófono abierto en el club de comedias Stitches en Boston. Mientras trabajaba en su número, Rogan ejerció varios trabajos enseñando artes marciales en la Universidad de Boston y Revere, Massachusetts, repartiendo periódicos, conduciendo una limusina, en la construcción y ayudando a un investigador privado. Su estilo de comedia soez le sirvió para actuar en despedidas de soltero y clubes de estriptis. Una noche, Rogan convenció al dueño de un club de comedia en Boston para que le permitiera probar un nuevo número de cinco minutos. Entre el público estaba presente el mánager Jeff Sussman, a quien le gustó la actuación de Rogan y se ofreció para ser su mánager, a lo que Rogan aceptó. En 1990, Rogan se mudó a Nueva York como comediante a tiempo completo; se quedó con su abuelo en Newark durante los primeros seis meses. Rogan ha citado a Richard Jeni, Lenny Bruce, Sam Kinison y Bill Hicks como influencias cómicas.
En 1994, Rogan se mudó a Los Ángeles en busca de más oportunidades para su carrera. Su primera aparición en la televisión nacional tuvo lugar en el programa de humor de MTV Half-Hour Comedy Hour. La aparición provocó que la cadena le ofreciera un contrato exclusivo por tres años y un papel en un episodio piloto de un "concurso tonto" por $500. Rogan declinó, pero animó a Sussman a enviar cintas de las actuaciones de Rogan a varias cadenas, lo que provocó una guerra de ofertas. Después de un período de negociaciones, Rogan aceptó un contrato de desarrollo con Disney. Obtuvo su primer papel principal en 1994, en la comedia de nueve episodios de Fox Hardball, en el papel de Frank Valente, una joven y egocéntrica estrella de un equipo profesional de béisbol. Rogan calificó el proceso de contratación de "extraño", ya que la cadena no tenía idea de si él sabría actuar hasta que Dean Valentine, el entonces presidente de Walt Disney Television, se lo preguntó, a lo que él contestó: "si puedo mentir, puedo actuar, y si puedo mentir a novias locas, puedo actuar bajo presión". El calendario de grabación fue una nueva experiencia para Rogan, que comenzó a trabajar en jornadas de 12 horas y rodeado de otras personas. Más tarde, Rogan dijo: "Era una gran serie sobre el papel, hasta que Fox contrató a un productor ejecutivo horrible con un gran ego para dirigirla y la reescribió". Sobre esta época, Rogan comenzó a actuar en The Comedy Store en Hollywood y se convirtió en un habitual pagado por el propietario Mitzi Shore. Actuó en el club durante los siguientes 13 años de forma gratuita, y pagó con su dinero el nuevo sistema de sonido del lugar.
De 1995 a 1999, Rogan actuó en la serie de NBC NewsRadio como Joe Garrelli, electricista y técnico en la emisora de noticias ficticia de la serie. En principio el papel iba a ser interpretado por el actor Ray Romano, pero fue expulsado después de un ensayo y Rogan fue traído. El cambio hizo que Rogan trabajara con los guionistas antes del estreno de la serie para ayudar a desarrollar su personaje, que luego describió como una "versión censurada y muy atontada" de sí mismo. Rogan se hizo amigo de su compañero de elenco Phil Hartman, quien le confió sus problemas matrimoniales. Rogan afirmó que trató de convencer cinco veces a Hartman para que se divorciara de su esposa, pero "amaba a sus hijos y no quería irse". En 1998 Hartman fue asesinado por su esposa. La pérdida afectó la capacidad de Rogan para actuar en vivo y canceló una semana de shows que tenía programados. Rogan más tarde describiría la actuación como un trabajo fácil, pero se cansó de "interpretar el mismo personaje todas las semanas" y solo lo hacía por el dinero. Más tarde vio su tiempo en NewsRadio como "un trabajo de ensueño" que le permitió ganar dinero mientras actuaba en directo tan a menudo como podía. Durante la serie trabajó en un piloto para un espectáculo llamado Overseas.

### 1997-2005: UFC, especiales de comedia y televisión
Rogan comenzó a trabajar para la empresa de artes marciales mixtas Ultimate Fighting Championship como entrevistador entre bastidores y post-pelea; su primera aparición tuvo lugar en UFC 12: Judgment Day en Dothan, Alabama el 7 de febrero de 1997. Se había interesado por el jiu-jitsu en 1994 tras ver pelear a Royce Gracie en UFC 2: No Way Out, y consiguió el puesto en la organización porque Sussman era amigo de su cocreador y productor original Campbell McLaren. Se retiró después de unos dos años, ya que su salario no le daba para cubrir el coste del viaje a los eventos, que en aquella época se realizaban en lugares rurales. Después de que Zuffa se hiciera cargo de UFC en 2001, Rogan asistió a algunos eventos y se hizo amigo de su nuevo presidente, Dana White, quien le ofreció un trabajo como comentarista, pero Rogan inicialmente lo rechazó porque "solo quería ir a las peleas y beber". En 2002, White pudo contratar a Rogan gratis a cambio de entradas para el evento principal para él y sus amigos. Después de unos quince eventos como comentarista gratis, Rogan aceptó cobrar por el trabajo, trabajando junto a Mike Goldberg hasta fines de 2016. Rogan ganó el Premio Wrestling Observer Newsletter por Mejor Presentador de Televisión dos veces, y fue nombrado Personalidad del Año de MMA cuatro veces en los World MMA Awards. En 2006, Rogan presentó el programa de televisión semanal Inside the UFC.
En 1999, Rogan cerró un acuerdo de tres álbumes con Warner Bros. Records y empezó a esbozar planes para protagonizar su propia serie de televisión en horario de máxima audiencia para Fox, llamada The Joe Rogan Show. La serie, coescrita con el guionista de Seinfeld Bill Masters, iba a presentar a Rogan como "un comentarista deportivo de segunda fila que obtiene un lugar como el invitado masculino en un programa femenino al estilo de View". En diciembre de 1999, grabó su primer álbum de comedia durante dos actuaciones en el Comedy Connection celebrado en Faneuil Hall, Boston, que fue utilizado en su primer álbum de comedia I'm Gonna Be Dead Some Day..., publicado en agosto de 2000. El álbum sonó regularmente en The Howard Stern Show y el servicio de música Napster. [34] Contiene "Voodoo Punanny", una canción que escribió después de que Warner le pidiera algo que pudieran pinchar en la radio. Posteriormente fue lanzado como sencillo. En esta época, Rogan también trabajó en ideas para una película y una serie de dibujos con su amigo cómico Chris McGuire, y comenzó a escribir un blog en su sitio web JoeRogan.net, que usó para discutir varios temas que le ayudaron a desarrollas sus monólogos.
En 2001, la producción de la serie televisión de Rogan se vio interrumpida después de que aceptase una oferta de NBC para presentar la edición estadounidense de Fear Factor. Rogan declinó inicialmente ya que pensó que la cadena no emitiría un programa de ese tipo, pero Sussman lo convenció para que aceptase. El programa aumentó la presencia nacional de Rogan e hizo crecer la asistencia a sus espectáculos cómicos. Fear Factor se emitió durante seis temporadas, desde 2001 hasta 2006, y regresó por una séptima y última temporada de 2011 a 2012.
En 2002, apareció en el episodio "A Beautiful Mind" de Just Shoot Me como Chris, el novio de Maya Gallo. En diciembre de 2002, Rogan fue el maestro de ceremonias del 2002 Blockbuster Hollywood Spectacular, un desfile navideño en Hollywood. En febrero de 2003, Rogan se convirtió en el nuevo presentador de la quinta temporada de The Man Show en Comedy Central junto al cómico Doug Stanhope, tras la marcha de los presentadores Jimmy Kimmel y Adam Carolla. Sin embargo, un año después los presentadores comenzaron a estar en desacuerdo con Comedy Central y los productores sobre qué contenido se eliminaba y cuál se mantenía. Rogan dijo: "Estaba un poco confuso... Me dijeron: 'Muestra desnudez, y nosotros la desenfocaremos. Usa palabras malsonantes y las taparemos'. Ese no ha sido el caso ". El programa terminó en 2004. Por esa época, Rogan estuvo en conversaciones para presentar su propio programa de radio, pero no llegaron a nada debido a su apretada agenda.

### 2005-presente: Carrera posterior y podcast
En 2005, el actor Wesley Snipes desafió a Rogan a una pelea en jaula. Rogan se entrenó durante cinco meses para la pelea hasta que Snipes se retiró tras una investigación del IRS por supuesta evasión de impuestos. Rogan creyó que Snipes necesitaba un dinero rápido para aligerar su deuda. En mayo de 2005, Rogan firmó un contrato con Endeavor Talent Agency. Dos meses más tarde, utilizó el dinero que ganó por presentar Fear Factor para grabar su segundo especial de comedia Joe Rogan: Live en Phoenix, Arizona. El especial se estrenó en Showtime en 2007. Rogan contrató a un equipo de cámara para documentar sus giras que publicó en su sitio web para su webserie Joe Show.
En 2005, Rogan escribió un post en su blog acusando al comediante Carlos Mencia de robar chistes, una acusación que llevaba haciendo desde 1993, y lo apodó "Carlos Menstealia". La situación culminó en febrero de 2007 cuando Rogan se enfrentó a Mencia en el escenario de The Comedy Store en Hollywood. Un video del incidente fue subido a YouTube e incluyó pruebas y comentarios de otros cómicos, incluyendo George Lopez, "El Reverendo" Bob Levy, Bobby Lee y Ari Shaffir. El incidente llevó al agente de Rogan a expulsarlo como cliente de The Gersh Agency, que también llevaba a Mencia, y a su veto en The Comedy Store, lo que lo llevó a trasladar su escenario habitual al Hollywood Improv Comedy Club. Más tarde, Rogan dijo que todos los cómicos con los que había hablado estaban muy felices y agradecidos de que lo hubiera hecho, y firmó con la Agencia William Morris cinco minutos después. Rogan regresó a The Comedy Store en 2013 cuando apoyó a Shaffir en el rodaje de su primer especial.
En abril de 2007, Comedy Central Records lanzó el cuarto especial de comedia de Rogan, Shiny Happy Jihad. El set fue grabado en septiembre de 2006 en Cobb's Comedy Club en San Francisco, y contiene extractos de una sesión improvisada de preguntas y respuestas con el público, que era típico en la actuaciones de Rogan en ese momento.
Rogan fue el presentador del breve programa de CBS Game Show in My Head, que se emitió durante ocho episodios en enero de 2009 y fue producido por Ashton Kutcher. El programa consistía en concursantes que intentaban convencer a gente para que hicieran o formaran parte de situaciones cada vez más extrañas a cambio de dinero. Accedió a presentar el programa ya que la idea le intrigaba, calificándolo como "una forma de entretenimiento completamente descerebrada".
En diciembre de 2009, Rogan lanzó un podcast gratuito con su amigo y colega comediante Brian Redban. El primer episodio se grabó el 24 de diciembre e inicialmente era una transmisión semanal en vivo en Ustream, con Rogan y Redban "sentados frente a sus portátiles haciendo mierda". En agosto de 2010, el podcast pasó a llamarse The Joe Rogan Experience y entró en la lista de los 100 mejores pódcast en iTunes,y en 2011 fue recogido por SiriusXM Satellite Radio. El podcast presenta a una serie de invitados que hablan sobre sucesos actuales, opiniones políticas, filosofía, comedia, pasatiempos y muchos otros temas. A enero de 2015, el podcast era escuchado por más de 11 millones de personas. A octubre de ese año, el podcast se descargaba 16 millones de veces al mes, convirtiéndolo en uno de los pódcast gratuitos más populares.
En 2010, Rogan acusó al comediante Dane Cook de robo de chistes.
En 2011, Rogan interpretó a su primer personaje protagonista en la película Zookeeper. También estuvo trabajando en un libro que tentativamente tituló Consejo irresponsable de un hombre sin credibilidad, basado en las entradas de su blog. Se interpretó a sí mismo en Here Comes the Boom, otra comedia de acción protagonizada por Kevin James estrenada en 2012.
En diciembre de 2012, Rogan lanzó su sexto especial de comedia, Live from the Tabernacle, disponible solo como descarga en su sitio web por $5. Se animó a distribuirlo de esa manera después de que Louis C.K. hiciera lo mismo.
En 2013, Rogan presentó su propio programa de televisión de seis episodios, Joe Rogan Questions Everything, en la cadena SyFy. El programa cubrió temas discutidos en sus pódcast, incluyendo la existencia de Bigfoot y ovnis, y presentó a varios cómicos, expertos y científicos con el objetivo de tratar de "analizar algunos temas... con una perspectiva de mente abierta". En 2019 y nuevamente en 2020, Rogan entrevista a Elon Musk con gran repercusión mediática donde incluso el empresario llega a fumar un cigarro de marihuana con el.
El 19 de mayo de 2020 Rogan anunció que había firmado un contrato con Spotify por un valor estimado de 100 millones de dólares, uno de los contratos más grandes de la historia del negocio de los podcasts. Mediante este contrato su podcast The Joe Rogan Experience también podría ser escuchado en Spotify a partir del 1 de septiembre de 2020, y a partir de enero de 2021 paso a estar disponible en exclusiva en Spotify.
Durante el período electoral de 2024, la entrevista de Rogan a Donald Trump fue vista por 50 millones de personas en YouTube y 19 millones en X.  Kamala Harris, en cambio, no concertó entrevista.  Jennifer Palmieri, la principal asistente política del marido de Harris, indicó que esto se debió a miedo a que el ala más extremista de su propio partido reaccionaría adversamente a la cita con Rogan.

## Vida personal
En algún momento antes de 2001, Rogan mantuvo una relación con la actriz y estrella de telerrealidad Jerri Manthey. En mayo de 2008, Rogan y su novia Jessica, una ex coctelera, tuvieron una hija. Se casaron al año siguiente y tuvieron una segunda hija en 2010. La familia vive en Bell Canyon, California. A mediados de 2009, antes del nacimiento de su segunda hija, vivieron brevemente en Boulder, Colorado. Rogan también es padrastro de la hija de otra relación de su esposa. Tiene vitíligo relacionado con el estrés en sus manos y pies.
Rogan se interesó en jiu-jitsu brasileño después de ver a Royce Gracie pelear en UFC 2: No Way Out en 1994. En 1996, Rogan comenzó a entrenar jiu-jitsu bajo Carlson Gracie en su escuela de Hollywood, California. Es cinturón negro bajo el 10° Planet Jiu-Jitsu de Eddie Bravo, un estilo de jiu-jitsu brasileño no-gi, y cinturón negro en gi jiu-jitsu brasileño bajo Jean Jacques Machado.
Rogan se crio como católico, después de haber asistido a la escuela católica en primer grado, pero desde entonces no sigue ninguna religión organizada y se identifica como ateo agnóstico. Es muy crítico con la Iglesia Católica y, basándose en sus experiencias como antiguo miembro, cree que es una institución de opresión.
Comparte parentesco (primo) con los integrantes de la banda My Chemical Romance, Gerard Way y Mikey Way.

### Ideología
Rogan no está afiliado a ningún partido político, pero ha sido descrito que tiene opiniones principalmente libertarias. Apoyó a Ron Paul en las elecciones presidenciales de EE. UU. de 2012 y a Gary Johnson en las elecciones presidenciales de los EE. UU. de 2016.
Rogan apoya el uso legalizado del cannabis y cree que tiene numerosos beneficios. Presentó la película documental La Unión: el negocio detrás de colocarse y apareció en La marihuana: una historia crónica y La cultura colocada. También apoya el uso de LSD, hongos de psilocibina y DMT para la exploración y mejora de la conciencia, así como la introspección. Fue el presentador en el documental de 2010 DMT: The Spirit Molecule.
Rogan es un ávido cazador y es parte del movimiento "Come lo que matas", que intenta alejarse de la ganadería industrial y el maltrato de los animales criados para alimento.
Rogan se opone a la circuncisión infantil rutinaria y ha afirmado que faltan pruebas científicas significativas sobre los beneficios de la práctica, que considera no completamente diferente de la mutilación genital femenina debido a su naturaleza no consensual.
Rogan está interesado en la privación sensorial y el uso de tanques de aislamiento. En 2001, tenía un tanque de Samadhi. Ha declarado que sus experiencias personales con la meditación en tanques de aislamiento lo han ayudado a explorar la naturaleza de la conciencia, así como a mejorar el rendimiento en diversas actividades físicas y mentales y en el bienestar general.

## Filmografía y discografía

### Televisión
| Year                 | Title                                | Role                                                     | Notes                                                  |
| -------------------- | ------------------------------------ | -------------------------------------------------------- | ------------------------------------------------------ |
| 1994                 | Hardball                             | Frank Valente                                            |                                                        |
| 1995–1999            | NewsRadio                            | Joe Garrelli                                             |                                                        |
| 1996                 | MADtv                                | Como sí mismo, invitado                                  | Temporada 2, Episodio 7                                |
| 1997                 | Bruce Testones, Fashion Photographer | Guionista, sí mismo                                      |                                                        |
| 1997–present         | Ultimate Fighting Championship       | Entrevistador (1997–2002) comentarista (2002–actualidad) |                                                        |
| 2001–2002            | Late Friday                          | Presentador                                              |                                                        |
| 2001–2006; 2011–2012 | Fear Factor                          | Presentador                                              |                                                        |
| 2002                 | Just Shoot Me!                       | Chris                                                    | "A Beautiful Mind"                                     |
| 2003                 | Good Morning, Miami                  | Sí mismo                                                 | Temporada 1, Episodio 17: "Fear and Loathing in Miami" |
| 2003–2004            | The Man Show                         | Sí mismo                                                 | Presentador                                            |
| 2003–2004            | Chappelle's Show                     | Sí mismo                                                 | Temporada 1, Episodio 4 Temporada 2, Episodio 12       |
| 2003–2007            | Last Comic Standing                  | Entrenador                                               |                                                        |
| 2005–2008            | The Ultimate Fighter                 | Anunciante                                               |                                                        |
| 2006                 | Inside the UFC                       | Presentador                                              |                                                        |
| 2007–2009            | UFC Wired                            | Presentador                                              |                                                        |
| 2009                 | Game Show in My Head                 | Presentador                                              |                                                        |
| 2012–2013            | UFC Ultimate Insider                 | Sí mismo                                                 |                                                        |
| 2013                 | Joe Rogan Questions Everything       | Presentador                                              |                                                        |
| 2015                 | Silicon Valley                       | Sí mismo                                                 | Season 2, Episode 6: "Homicide"                        |

### Largometrajes y documentales
| Año  | Título                                      | Rol             |
| ---- | ------------------------------------------- | --------------- |
| 2002 | It's a Very Merry Muppet Christmas Movie    | Sí mismo, cameo |
| 2007 | The Union: The Business Behind Getting High | Sí mismo        |
| 2007 | American Drug War: The Last White Hope      | Sí mismo        |
| 2010 | DMT: The Spirit Molecule                    | Presentador     |
| 2010 | Venus & Vegas                               | Richie          |
| 2011 | Zookeeper                                   | Gale            |
| 2012 | Here Comes the Boom                         | Sí mismo        |
| 2017 | Bright                                      | Sí mismo        |

### Especiales de comedia
| Año  | Título                           | Formato                            |
| ---- | -------------------------------- | ---------------------------------- |
| 2000 | I'm Gonna Be Dead Someday...     | CD                                 |
| 2000 | "Voodoo Punanny"                 | CD single                          |
| 2001 | Live from the Belly of the Beast | DVD                                |
| 2006 | Joe Rogan: Live                  | DVD                                |
| 2007 | Shiny Happy Jihad                | CD                                 |
| 2010 | Talking Monkeys in Space         | CD, DVD                            |
| 2012 | Live from the Tabernacle         | Online                             |
| 2014 | Rocky Mountain High              | Especial de Comedy Central, online |
| 2016 | Triggered                        | Netflix                            |

## Premios y reconocimientos
- World MMA Awards
  - Personalidad del Año (2011)
- Wrestling Observer Newsletter
  - Mejor Anunciador de Televisión 2010
  - Mejor Anunciador de Televisión 2011[37]